# جيريمياه جونسون
جيريمياه جونسون (بالإنجليزية: Jeremiah Johnson)‏ هو لاعب كرة قدم أمريكية أمريكي، ولد في 15 فبراير 1987 في لوس أنجلوس في الولايات المتحدة.

## وصلات خارجية
- جيريمياه جونسون على موقع مرجع كرة القدم المحترفة.كوم (الإنجليزية)